# Wereldkampioenschap voetbal 1966 (kwalificatie CONCACAF)
In totaal schreven 9 landen van de CONCACAF zich in om mee te doen aan de kwalificatie van het Wereldkampioenschap voetbal 1966. Er was 1 plek beschikbaar. Mexico was opnieuw de sterkste in de CONCACAF-groep. De traditionele tegenstanders de Verenigde Staten en Costa Rica werden met ruim verschil verslagen, Voor doelman Carbajal werd het zijn vijfde kampioenschap op rij, een record.

## Gekwalificeerd land
| FIFA-lid | Confederatie | Kwalificatie | Aantal dln. (inclusief 1966) | Dln. op rij | Eerste dln. | Laatste dln. | Titels (exclusief 1966) | Beste prestatie |
| -------- | ------------ | ------------ | ---------------------------- | ----------- | ----------- | ------------ | ----------------------- | --------------- |
| Mexico   | CONCACAF     | Finaleronde  | 6e                           | 5           | 1930        | 1962         | 0                       | Groepsfase      |

## Groepen en wedstrijden
Legenda

### Groep 1
| Pos | Land             | Wed | Win | Gel | Ver | DV | DT | +/− | Pnt |
| --- | ---------------- | --- | --- | --- | --- | -- | -- | --- | --- |
| 1.  | Mexico           | 4   | 3   | 1   | 0   | 8  | 2  | +6  | 7   |
| 2.  | Verenigde Staten | 4   | 1   | 2   | 1   | 4  | 5  | –1  | 4   |
| 3.  | Honduras         | 4   | 0   | 1   | 3   | 1  | 6  | –5  | 1   |

|                  |          |          |        |                                                                           |
| 28 februari 1965 | Honduras | 0 – 1    | Mexico | San Pedro Sula, Honduras Toeschouwers: 7.514 Scheidsrechter: Corado (GUA) |
| 28 februari 1965 |          | 62' Díaz |        | San Pedro Sula, Honduras Toeschouwers: 7.514 Scheidsrechter: Corado (GUA) |

|              |                                  |       |          |                                                                       |
| 4 maart 1965 | Mexico                           | 3 – 0 | Honduras | Mexico-Stad, Mexico Toeschouwers: 50.894 Scheidsrechter: Méndez (GUA) |
| 4 maart 1965 | González 6' Aussin 14' Reyes 82' |       |          | Mexico-Stad, Mexico Toeschouwers: 50.894 Scheidsrechter: Méndez (GUA) |

|              |                            |       |                        |                                                                                        |
| 7 maart 1965 | Verenigde Staten           | 2 – 2 | Mexico                 | Los Angeles, Verenigde Staten Toeschouwers: 19.337 Scheidsrechter: Raymod Morgan (CAN) |
| 7 maart 1965 | Schmotolocha 49' Bicek 59' |       | 34' González 65' Reyes | Los Angeles, Verenigde Staten Toeschouwers: 19.337 Scheidsrechter: Raymod Morgan (CAN) |

|               |                     |       |                  |                                                                          |
| 12 maart 1965 | Mexico              | 2 – 0 | Verenigde Staten | Mexico-Stad, Mexico Toeschouwers: 64.285 Scheidsrechter: Gutierrez (NCA) |
| 12 maart 1965 | Díaz 9' Navarro 57' |       |                  | Mexico-Stad, Mexico Toeschouwers: 64.285 Scheidsrechter: Gutierrez (NCA) |

|               |          |            |                  |                                                                           |
| 17 maart 1965 | Honduras | 0 – 1      | Verenigde Staten | San Pedro Sula, Honduras Toeschouwers: 1.268 Scheidsrechter: Moreno (NCA) |
| 17 maart 1965 |          | 70' Murphy |                  | San Pedro Sula, Honduras Toeschouwers: 1.268 Scheidsrechter: Moreno (NCA) |

|               |                  |       |            |                                                                        |
| 21 maart 1965 | Verenigde Staten | 1 – 1 | Honduras   | Tegucigalpa, Honduras Toeschouwers: 2.331 Scheidsrechter: Vargas (CRC) |
| 21 maart 1965 | Murphy 80'       |       | 85' Taylor | Tegucigalpa, Honduras Toeschouwers: 2.331 Scheidsrechter: Vargas (CRC) |

### Groep 2
| Pos | Land                 | Wed | Win | Gel | Ver | DV | DT | +/− | Pnt |
| --- | -------------------- | --- | --- | --- | --- | -- | -- | --- | --- |
| 1.  | Jamaica              | 4   | 2   | 1   | 1   | 5  | 2  | +3  | 5   |
| 2.  | Nederlandse Antillen | 4   | 1   | 2   | 1   | 2  | 3  | –1  | 4   |
| 3.  | Cuba                 | 4   | 1   | 1   | 2   | 3  | 5  | –2  | 3   |

|                 |                     |       |      |                                                |
| 16 januari 1965 | Jamaica             | 2 – 0 | Cuba | Kingston, Jamaica Scheidsrechter: Boniua (CRC) |
| 16 januari 1965 | Black 11' Blair 51' |       |      | Kingston, Jamaica Scheidsrechter: Boniua (CRC) |

|                 |                      |       |            |                                               |
| 20 januari 1965 | Nederlandse Antillen | 1 – 1 | Cuba       | Kingston, Jamaica Scheidsrechter: Gómez (HON) |
| 20 januari 1965 | Sille 50'            |       | 73' Piedra | Kingston, Jamaica Scheidsrechter: Gómez (HON) |

|                 |                  |       |                      |                                               |
| 23 januari 1965 | Jamaica          | 2 – 0 | Nederlandse Antillen | Kingston, Jamaica Scheidsrechter: Gómez (HON) |
| 23 januari 1965 | Dunkley 11', 64' |       |                      | Kingston, Jamaica Scheidsrechter: Gómez (HON) |

|                 |      |           |                      |                                                    |
| 30 januari 1965 | Cuba | 0 – 1     | Nederlandse Antillen | Havana, Cuba Scheidsrechter: Fernando Buergo (MEX) |
| 30 januari 1965 |      | 27' Sille |                      | Havana, Cuba Scheidsrechter: Fernando Buergo (MEX) |

|                 |                      |       |         |                                                  |
| 3 februari 1965 | Nederlandse Antillen | 0 – 0 | Jamaica | Havana, Cuba Scheidsrechter: Felipe Buergo (MEX) |
| 3 februari 1965 |                      |       |         | Havana, Cuba Scheidsrechter: Felipe Buergo (MEX) |

|                 |                             |       |             |                                           |
| 7 februari 1965 | Cuba                        | 2 – 1 | Jamaica     | Havana, Cuba Scheidsrechter: Garcia (MEX) |
| 7 februari 1965 | Santos 1' (pen) Martínez 6' |       | 14' Dunkley | Havana, Cuba Scheidsrechter: Garcia (MEX) |

### Groep 3
| Pos | Land               | Wed | Win | Gel | Ver | DV | DT | +/− | Pnt |
| --- | ------------------ | --- | --- | --- | --- | -- | -- | --- | --- |
| 1.  | Costa Rica         | 4   | 4   | 0   | 0   | 9  | 1  | +8  | 8   |
| 2.  | Suriname           | 4   | 1   | 0   | 3   | 8  | 9  | –1  | 2   |
| 3.  | Trinidad en Tobago | 4   | 1   | 0   | 3   | 5  | 12 | –7  | 2   |

|                 |                                          |       |            |                                                                  |
| 7 februari 1965 | Trinidad en Tobago                       | 4 – 1 | Suriname   | Port of Spain, Trinidad en Tobago Scheidsrechter: Koetsier (AHO) |
| 7 februari 1965 | Gellineau 2' Corneal 28' Aleong 38', 45' |       | 4' Haltman | Port of Spain, Trinidad en Tobago Scheidsrechter: Koetsier (AHO) |

|                  |               |       |          |                                                    |
| 12 februari 1965 | Costa Rica    | 1 – 0 | Suriname | San José, Costa Rica Scheidsrechter: McKeand (JAM) |
| 12 februari 1965 | Rodríguez 55' |       |          | San José, Costa Rica Scheidsrechter: McKeand (JAM) |

|                  |                                                 |       |                    |                                                       |
| 21 februari 1965 | Costa Rica                                      | 4 – 0 | Trinidad en Tobago | San José, Costa Rica Scheidsrechter: Valenzuela (MEX) |
| 21 februari 1965 | Hernández 28' (pen.), 50' Daniels 80' Marín 84' |       |                    | San José, Costa Rica Scheidsrechter: Valenzuela (MEX) |

|                  |             |       |                         |                                                   |
| 28 februari 1965 | Suriname    | 1 – 3 | Costa Rica              | Paramaribo, Suriname Scheidsrechter: Ortega (VEN) |
| 28 februari 1965 | Krenten 71' |       | 10', 70' Marín 27' Soto | Paramaribo, Suriname Scheidsrechter: Ortega (VEN) |

|              |                    |               |            |                                                                 |
| 7 maart 1965 | Trinidad en Tobago | 0 – 1         | Costa Rica | Port of Spain, Trinidad en Tobago Scheidsrechter: Figaroa (AHO) |
| 7 maart 1965 |                    | 29' Hernández |            | Port of Spain, Trinidad en Tobago Scheidsrechter: Figaroa (AHO) |

|               |                                   |       |                    |                                                               |
| 14 maart 1965 | Suriname                          | 6 – 1 | Trinidad en Tobago | Paramaribo, Suriname Scheidsrechter: Osorio Katzenstein (VEN) |
| 14 maart 1965 | Haltman Waterval Kluivert Krenten |       | Sookram            | Paramaribo, Suriname Scheidsrechter: Osorio Katzenstein (VEN) |

### Finaleronde
| Pos | Land       | Wed | Win | Gel | Ver | DV | DT | +/− | Pnt |
| --- | ---------- | --- | --- | --- | --- | -- | -- | --- | --- |
| 1.  | Mexico     | 4   | 3   | 1   | 0   | 12 | 2  | +10 | 7   |
| 2.  | Costa Rica | 4   | 1   | 2   | 1   | 8  | 2  | +6  | 4   |
| 3.  | Jamaica    | 4   | 0   | 1   | 3   | 3  | 19 | –16 | 1   |

|               |            |       |        |                                                   |
| 25 april 1965 | Costa Rica | 0 – 0 | Mexico | San José, Costa Rica Scheidsrechter: Morgan (CAN) |
| 25 april 1965 |            |       |        | San José, Costa Rica Scheidsrechter: Morgan (CAN) |

|            |                              |       |                                       |                                                       |
| 3 mei 1965 | Jamaica                      | 2 – 3 | Mexico                                | Kingston, Jamaica Scheidsrechter: Montes de Oca (GUA) |
| 3 mei 1965 | Asher Welch 11' Bartlett 36' |       | 13' Padilla 71' Cisneros 81' Jáuregui | Kingston, Jamaica Scheidsrechter: Montes de Oca (GUA) |

|            |                                                                   |       |         |                                            |
| 7 mei 1965 | Mexico                                                            | 8 – 0 | Jamaica | Mexico-Stad, Mexico Scheidsrechter: Moreno |
| 7 mei 1965 | Cisneros 17', 89' Fragoso 20', 70' Díaz 32', 41', 90' Padilla 67' |       |         | Mexico-Stad, Mexico Scheidsrechter: Moreno |

|             |                                                                 |       |         |                                                    |
| 11 mei 1965 | Costa Rica                                                      | 7 – 0 | Jamaica | San José, Costa Rica Scheidsrechter: Giebner (USA) |
| 11 mei 1965 | Jiménez 40' Daniels 54', 85' Quirós 63', 77', 88' Hernández 73' |       |         | San José, Costa Rica Scheidsrechter: Giebner (USA) |

|             |              |       |            |                                            |
| 16 mei 1965 | Mexico       | 1 – 0 | Costa Rica | Mexico-Stad, Mexico Scheidsrechter: Morgan |
| 16 mei 1965 | Cisneros 16' |       |            | Mexico-Stad, Mexico Scheidsrechter: Morgan |

|             |               |       |            |                                                 |
| 22 mei 1965 | Jamaica       | 1 – 1 | Costa Rica | Kingston, Jamaica Scheidsrechter: Carcamo (HON) |
| 22 mei 1965 | Art Welch 70' |       | 6' Daniels | Kingston, Jamaica Scheidsrechter: Carcamo (HON) |